# Startschacht

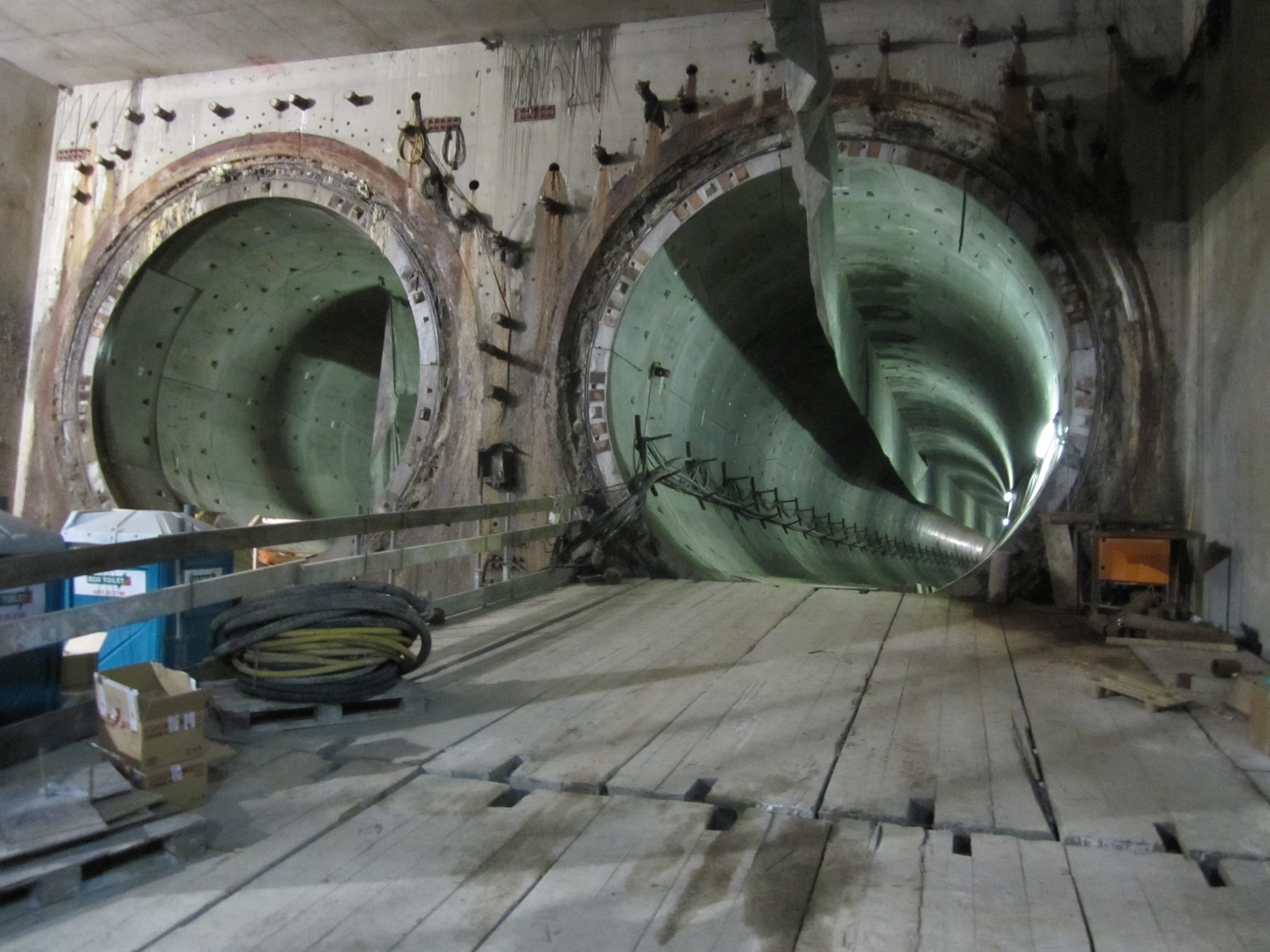
Het begin van de beide boortunnels van de in aanbouw zijnde Noord/Zuidlijn van de Amsterdamse metro in de startschacht onder het Damrak, mei 2011.

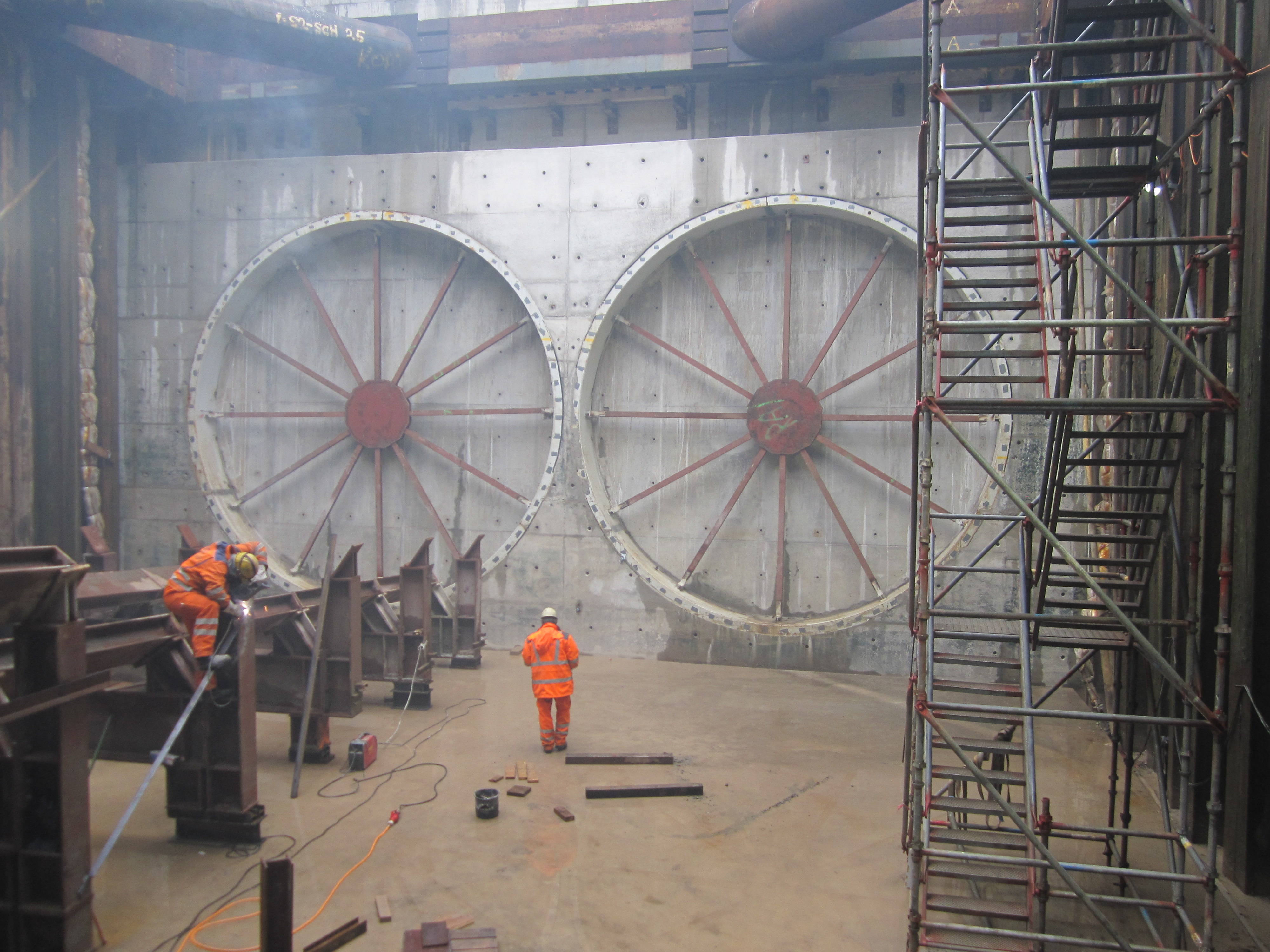
De zuidelijke startschacht van de Noord/Zuidlijn onder het Scheldeplein was oorspronkelijk gebouwd als ontvangstschacht en moest voor de gewijzigde functie worden verbouwd, februari 2011.

Een startschacht is een schacht vanwaaruit een tunnel geboord wordt. Aan het andere eind van de tunnel bevindt zich de ontvangstschacht.
De startschacht kan op verschillende manieren worden uitgevoerd:

- als bouwkuip
- als open caisson (putringen)
- of als luchtdrukcaisson

De afmetingen van de schacht worden in eerste instantie bepaald door eisen aan het gebruik. De afmetingen van de schacht zijn meestal groter doordat de benodigde ruimte tijdens de bouwfase groter is.
De schachten dienen als toegangen voor:

- montage en demontage en het eventueel keren van de tunnelboormachine
- de afvoer van de afgegraven grond
- aanvoer van de segmenten waaruit de tunnelwand wordt opgebouwd, toeslagstoffen en/of grout en betonspecie
- toevoer van een bentonietsuspensie
- kabels en leidingen ten behoeve van elektrische energie, communicatieapparatuur, perslucht, water en dergelijke
- toevoer van materialen en materiaal ten behoeve van de afbouw van de tunnel
- personeel

De schachtdiepte kan gereduceerd worden door het toepassen van verticale bochten in het tunneltracé, mits dit wordt toegelaten wordt door het toegepaste boorsysteem, de tunnelmantel en het toekomstig gebruik.
Wanneer er een tunnel geboord wordt vanuit de startschacht dient er een opening in de schachtwand gemaakt te worden.
Om te voorkomen dat hierbij grond en water de schacht binnendringen, zullen er maatregelen genomen moeten worden. De tunnelboormachine mag daarbij niet verhinderd worden om te beginnen met boren. Meestal wordt de grond ter plaatse van de opening versterkt en ondoorlatend gemaakt; dit wordt een dichtblok of dichtstuk genoemd. Een dichtblok kan ook gemaakt worden door de grond ter plaatse van de opening te vervangen door een ander materiaal, bijvoorbeeld grout en beton met een lage sterkte. Deze voorzieningen dienen ook bij de ontvangstschacht toegepast te worden. De wand van de schacht met de openingen voor het doorlaten van de tunnelboormachine, wordt de brilwand genoemd.